# UTC+11:30
UTC+11:30 est un fuseau horaire, en avance de 11 heures et 30 minutes sur UTC. Il n'a été utilisé qu'en Nouvelle-Zélande entre 1868 et 1941, et par le territoire australien de l'île Norfolk jusqu'en 2015.

## Caractéristiques

### Géographie
UTC+11:30 est en avance de 11 heures et 30 minutes sur UTC. Il correspond à peu près à l'heure solaire moyenne de la longitude 172,5° est. L'île Norfolk, le seul lieu qui l'utilisait récemment, est située à l'est des côtes de l'Australie (29° 02′ S, 167° 57′ E) et UTC+11:30 correspondait à une meilleure approximation de l'heure solaire moyenne locale qu'un fuseau horaire entier.

### Soleil
L'île Norfolk n'observait pas l'heure d'été pendant son utilisation d'UTC+11:30. Par ailleurs, l'île Lord Howe, territoire australien situé dans le fuseau horaire UTC+10:30, observe l'heure d'été mais avance seulement d'une demi-heure et passe à UTC+11:00 et non à UTC+11:30. Sur l'île Norfolk, les horaires de lever et coucher du soleil étaient les suivantes :
| Lieu     | Coordonnées               | 1er janvier 2012 | 1er janvier 2012 | 1er janvier 2012 | 1er avril 2012 | 1er avril 2012 | 1er avril 2012 | 1er juillet 2012 | 1er juillet 2012 | 1er juillet 2012 | 1er octobre 2012 | 1er octobre 2012 | 1er octobre 2012 |
| Lieu     | Coordonnées               | Lever            | Midi             | Coucher          | Lever          | Midi           | Coucher        | Lever            | Midi             | Coucher          | Lever            | Midi             | Coucher          |
| -------- | ------------------------- | ---------------- | ---------------- | ---------------- | -------------- | -------------- | -------------- | ---------------- | ---------------- | ---------------- | ---------------- | ---------------- | ---------------- |
| Kingston | 29° 03′ sud, 167° 57′ est | 05:22            | 12:21            | 19:20            | 06:28          | 12:22          | 18:15          | 07:13            | 12:22            | 17:32            | 05:57            | 12:08            | 18:19            |

### Identifiant
La tz database ne contient qu'un identifiant concerné par UTC+11:30 : Pacific/Norfolk.

## Historique

### Île Norfolk
L'île Norfolk, territoire exterieur d'Australie, utilise UTC+11:30 jusqu'au 4 octobre 2015 ; l'île passe alors à UTC+11:00.

### Nouvelle-Zélande
Le 2 novembre 1868, la Nouvelle-Zélande adopte une heure standard nationale, probablement le premier pays à le faire. Elle est basée sur la longitude 172° 30′ est, 11 heures et demie en avance sur GMT. À partir de 1928, le pays utilise GMT+12:00 à l'heure d'été (n'avançant ainsi que d'une demi-heure la moitié de l'année) ; cette heure d'été devient permanente en 1941, un changement confirmé officiellement en 1946 par le Standard Time Act 1945. L'heure moyenne du 180e méridien devient ainsi la base pour l'heure néo-zélandaise.